# Корлетень (комуна)
Корлетень, Корлетені (рум. Corlăteni) — комуна у повіті Ботошані в Румунії. До складу комуни входять такі села (дані про населення за 2002 рік):
- Вледень (601 особа)
- Караса (700 осіб)
- Корлетень (787 осіб)
- Подень (503 особи)

Комуна розташована на відстані 389 км на північ від Бухареста, 22 км на північний захід від Ботошань, 115 км на північний захід від Ясс.

## Населення
За даними перепису населення 2002 року у комуні проживали 4152 особи, усі — румуни. Усі жителі комуни рідною мовою назвали румунську.
Склад населення комуни за віросповіданням:
| Релігія       | Кількість осіб | Відсоток |
| ------------- | -------------- | -------- |
| православні   | 4059           | 97,8%    |
| п'ятдесятники | 50             | 1,2%     |
| адвентисти    | 27             | 0,7%     |
| баптисти      | 7              | 0,2%     |